# 胡安·瓦倫天·烏丹加林
胡安·瓦倫丁·烏丹加林-波旁（Juan Valentín de Todos los Santos Urdangarín y de Borbón，1999年9月29日—），是西班牙王室的成員之一。他是西班牙國王胡安·卡洛斯一世與王后索菲亞的外孫子，恩納基·烏丹加林與克里斯蒂娜公主所生的長子，也是西班牙王位的其中一位繼承人。